# 1,4-Dioxán
Az 1,4-dioxán az éterek közé tartozó heterociklus szerves vegyület. Színtelen, gyengén édeskés, a dietil-éteréhez hasonló szagú folyadék. Gyakran használt elnevezése a dioxán, mivel a többi (1,2- és 1,3-dioxán) izomerrel csak ritkán lehet találkozni.
Oldószerként számos gyakorlati és laboratóriumi alkalmazása ismert, felhasználják továbbá klórozott szénhidrogének alumíniumtartályokban történő szállításánál stabilizátorként.

## Előállítása
A dietilén-glikol savkatalizált dehidratálásával állítják elő, melyhez a kiindulási anyagot etilén-oxid hidrolízisével nyerik.
1985-ben a világ dioxántermelő kapacitása 11 000 és 14 000 tonna között volt. 1990-ben az USA által előállított dioxán mennyisége 5250 és 9150 tonna közé esett.

## Szerkezete
Molekulája középpontosan szimmetrikus, ami azt jelenti, hogy a ciklohexán-származékokra jellemző szék konformációt vesz fel. Ugyanakkor a molekula konformációja flexibilis, és a kád forma is kialakulhat, pl. fémion kelátjaiban. A dioxán kis méretű – csak két etilénoxil-egységet tartalmazó – koronaéterre emlékeztet.

## Felhasználása

### Triklóretán szállítása
Az 1980-as években előállított dioxán nagy részét stabilizátorként használták fel az 1,1,1-triklóretán alumíniumtartályokban történő tárolásához és szállításához. Az alumíniumot általában passziváló oxidréteg védi, ám ha ez megsérül, a fémalumínium reakcióba lép a triklóretánnal, alumínium-klorid keletkezik, amely viszont a triklóretán dehidrohalogénezését katalizálja, melynek során vinilidén-klorid és hidrogén-klorid keletkezik. A dioxán – az alumínium-kloriddal adduktot képezve – „megmérgezi” ezt a katalitikus reakciót.

### Oldószerként

1,4-dioxán/víz rendszer biner fázisdiagramja

A dioxánnak, mint sokoldalú aprotikus oldószernek különböző felhasználásai ismertek, pl. tinták, ragasztók és cellulóz-észterek esetében. Egyes folyamatokban a tetrahidrofuránt (THF) váltja le, mivel forráspontja magasabb (101 °C, szemben a THF 66 °C-os értékével), és kevésbé mérgező.
Míg a dietil-éter vízben meglehetősen kevéssé oldódik, a dioxán higroszkópos, és a vízzel elegyedik. Standard nyomáson a víz és dioxán 17,9:82,1 tömegarányú elegye pozitív azeotrópot képez, melynek forráspontja 87,6 C.
A gyűrű oxigénatomjai Lewis-bázisok, így a dioxán számos szervetlen vegyületet képes szolvatálni, diéter kelátképző ligandum. A Grignard-reagenssel reagál, a magnézium-dihalogenidet kicsapja, így felhasználható a Schlenk-egyensúly eltolására. Így állítják elő a dimetilmagnéziumot:
2 CH3MgBr + (C2H4O)2 → MgBr2(C2H4O)2 + (CH3)2Mg

### Spektroszkópia
Deutérium-oxidban végzett NMR-spektroszkópiai vizsgálatokban belső standardként használják .

## Kapcsolódó szócikkek

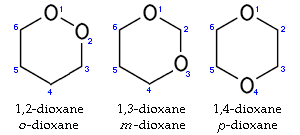
A dioxán három izomerje

## Fordítás
Ez a szócikk részben vagy egészben  a(z)   1,4-Dioxane című angol Wikipédia-szócikk ezen változatának fordításán alapul.  Az eredeti cikk szerkesztőit annak laptörténete sorolja fel. Ez a jelzés csupán a megfogalmazás eredetét és a szerzői jogokat jelzi, nem szolgál a cikkben szereplő információk forrásmegjelöléseként.